# Otinotoides acuticornis
Otinotoides acuticornis är en insektsart som beskrevs av Goding. Otinotoides acuticornis ingår i släktet Otinotoides och familjen hornstritar. Inga underarter finns listade i Catalogue of Life.